# Fidel Ramos
Fidel "Eddie" Valdez Ramos (Lingayen, 18 maart 1928 – Makati, 31 juli 2022) was president van de republiek Filipijnen. Tijdens zijn regeringsperiode van 1992 tot 1998 maakte de Filipijnen geruime tijd een periode van economische groei en opbouw door, die eind 1997 onderbroken werd door de financiële crisis in Zuidoost-Azië.

## Vroege levensloop en opleiding
Fidel Ramos werd geboren op 18 maart 1928 in Lingayen (Pangasinan). Zijn ouders waren Narciso Rueca Ramos en Angela Marcos Valdez. Narciso Ramos was advocaat en journalist die vijf termijnen diende als lid van het Filipijns Huis van Afgevaardigden. Van 1965 tot 1968 was hij bovendien minister van buitenlandse zaken tijdens de eerste termijn van president Ferdinand Marcos. Angela Valdez werkte als onderwijzeres op een openbare school en als universitair docent. Fidel Ramos heeft nog twee zussen: Leticia Ramos-Shahani, van 1987 tot 1998 lid van de Filipijnse Senaat, en Gloria Ramos de Rodda, een diplomaat.
Ramos ging naar de lagere school in Lingayen, waarna hij middelbaar onderwijs volgde aan de University of the Philippines Integrated School en de Centro Escolar University Integrated School. Enkele maanden na het afronden van de National University in Manilla begon hij aan zijn militaire opleiding aan de Philippine Military Academy. Door een beurs van de Filipijnse overheid was hij in de gelegenheid om te gaan studeren aan het prestigieuze West Point in New York. In 1950 studeerde Ramos af als Bachelor of Science. Een jaar later behaalde hij bovendien zijn Master-diploma Civiele Techniek aan de University of Illinois. In 1953 slaagde hij, met een top-tien resultaat, voor het toelatingsexamen ("bar exam") voor civiel ingenieur in de Filipijnen. Hierna volgde hij diverse opleidingen op militair gebied, waarbij hij steeds uitblonk.

## Militaire carrière
Tijdens de Koreaanse Oorlog vocht hij als tweede luitenant mee aan de zijde van de Amerikanen en in de Vietnamoorlog voerde hij het commando over een Filipijns legeronderdeel.
Ramos diende in diverse functies het regime van zijn achterneef Ferdinand Marcos. Zo had hij diverse militaire functies, was hij 16 jaar lang hoofd van de Filipijnse nationale politie en was hij bovendien persoonlijk militair tactisch adviseur van de president.

## Rol in EDSA-revolutie
Nadat Marcos op frauduleuze wijze verkiezingen van 1986 had gewonnen schaarde Ramos zich samen met minister van defensie Juan Ponce Enrile en een deel van het leger aan de zijde van oppositiekandidaat Corazon Aquino. Dit was het begin van de zogenaamde EDSA-revolutie. Een oproep van kardinaal Sin bracht een enorme mensenmassa op de been die zich als een menselijk schild opstelde tussen de opstandige militairen. Steeds meer militairen kozen de kant van de opstandelingen ook de menigte burgers werd steeds groter. Uiteindelijk bleek de situatie voor Marcos onhoudbaar en onder druk en met hulp van de Amerikaanse regering werd Marcos samen met zijn familie en enkele getrouwen naar Hawaï gevlogen.

## Commandant van de Filipijnse strijdkrachten en minister van defensie
Nadat Marcos het land ontvlucht was werd Aquino alsnog tot president van de Filipijnen geïnstalleerd. Direct na haar aantreden stelde Aquino luitenant-generaal Ramos aan als Commandant van de Filipijnse strijdkrachten. In januari 1988 werd Ramos ten slotte benoemd tot minister van defensie. Ramos was in deze periode van instrumenteel belang voor stabiliteit van de democratie in het land en verijdelde zeven couppogingen tegen president Aquino. In december 1991 stelde hij zich kandidaat voor het presidentschap. Aquino, die als gevolg van de nieuwe grondwet van 1987 niet herkiesbaar was, sprak na aanvankelijke aarzeling haar steun uit voor zijn kandidatuur.

## Presidentschap
Fidel Ramos won de relatief rustige presidentsverkiezingen van 1992, ondanks het feit dat zijn tegenstanders wezen op zijn verleden, waarin hij het regime van Marcos steunde. Zijn overwinning was echter op basis van minder dan een kwart van de stemmen.
Bij zijn aantreden deed president Ramos beloftes met betrekking tot verandering, hervorming en groei. Hij wilde van de Filipijnen een modern, geïndustrialiseerd land maken, dat kon aanhaken bij buurlanden als Taiwan, Maleisië en Singapore. Zijn economische hervormingen, vastgelegd in het Filipijnen-2000-plan, zorgden ervoor dat de economie weer jaren achtereen groeide. Verder werd onder zijn leiding de infrastructuur verbeterd en werd de corruptie binnen de overheid teruggedrongen. Ook slaagde Ramos erin om in 1996 een vredesakkoord te sluiten met het Moro National Liberation Front (MNLF). Een minpunt was echter dat het meer radicalere Moro Islamic Liberation Front (MILF) en de NPA door bleven gaan met hun strijd voor onafhankelijkheid. De bereikte economische groei had bovendien weinig effect voor grote delen van de bevolking.
Tegen het eind van zijn termijn wilde Ramos de grondwet laten wijzigen, om ervoor te zorgen dat hij middels een tweede termijn zijn Filipijnen-2000-plan zou kunnen afmaken. Protesten vanuit de Filipijnse bevolking zorgden er echter voor dat hij dit voornemen liet varen. In 1998 zou hij worden opgevolgd door de populaire voormalig acteur en vicepresident Joseph Estrada.

## Periode na het presidentschap
Ook na zijn presidentschap bleef Ramos een invloedrijk figuur in de Filipijnse politiek. Zo was hij adviseur van zijn opvolger Joseph Estrada. Ook was hij lid van de Council of State en van de Council of National Security.

## Privé
Fidel Ramos was getrouwd met Amelita Jara Martinez en had met haar vijf kinderen.
Hij overleed door corona in het Makati Medical Center, 94 jaar oud.

## Onderscheiding
In 1997 werd hij samen met Nur Misuari onderscheiden met de Félix Houphouët-Boigny-Vredesprijs van de UNESCO.